# Таро Асо
Вижте пояснителната страница за други личности с името Таро.
Таро Асо е японски политик, министър-председател на Япония в периода 24 септември 2008 - 16 септември 2009 година. Преди това е министър на вътрешните работи (23 септември 2003 — 31 октомври 2005) и министър на външните работи (31 октомври 2005 — 27 август 2007). На 22 септември 2008 година е избран за председател на Либерално-демократическата партия в Япония.
През 1963 година се дипломира в Токийския университет „Гакушуин“. По-късно учи в Станфордския университет и Лондонското висше училище по икономика. През 1976 година взима участие на олимпиадата в Монреал през 1976 година в дисциплината скийт в стрелбата.
Внук е на бившия премиер Шигеру Йошида. Баща на жена му е бившият премиер Дзенко Судзуки. Сестра му е омъжена за представител на кралското семейство.